# Opopaea simoni
Opopaea simoni là một loài nhện trong họ Oonopidae.
Loài này thuộc chi Opopaea. Opopaea simoni được Lucien Berland miêu tả năm 1914.